# A Noite
A Noite foi um jornal vespertino brasileiro da cidade do Rio de Janeiro, editado diariamente entre 18 de junho de 1911 e 27 de dezembro de 1957. Foi, assim como O Globo, fundado pelo jornalista Irineu Marinho.

## Histórico

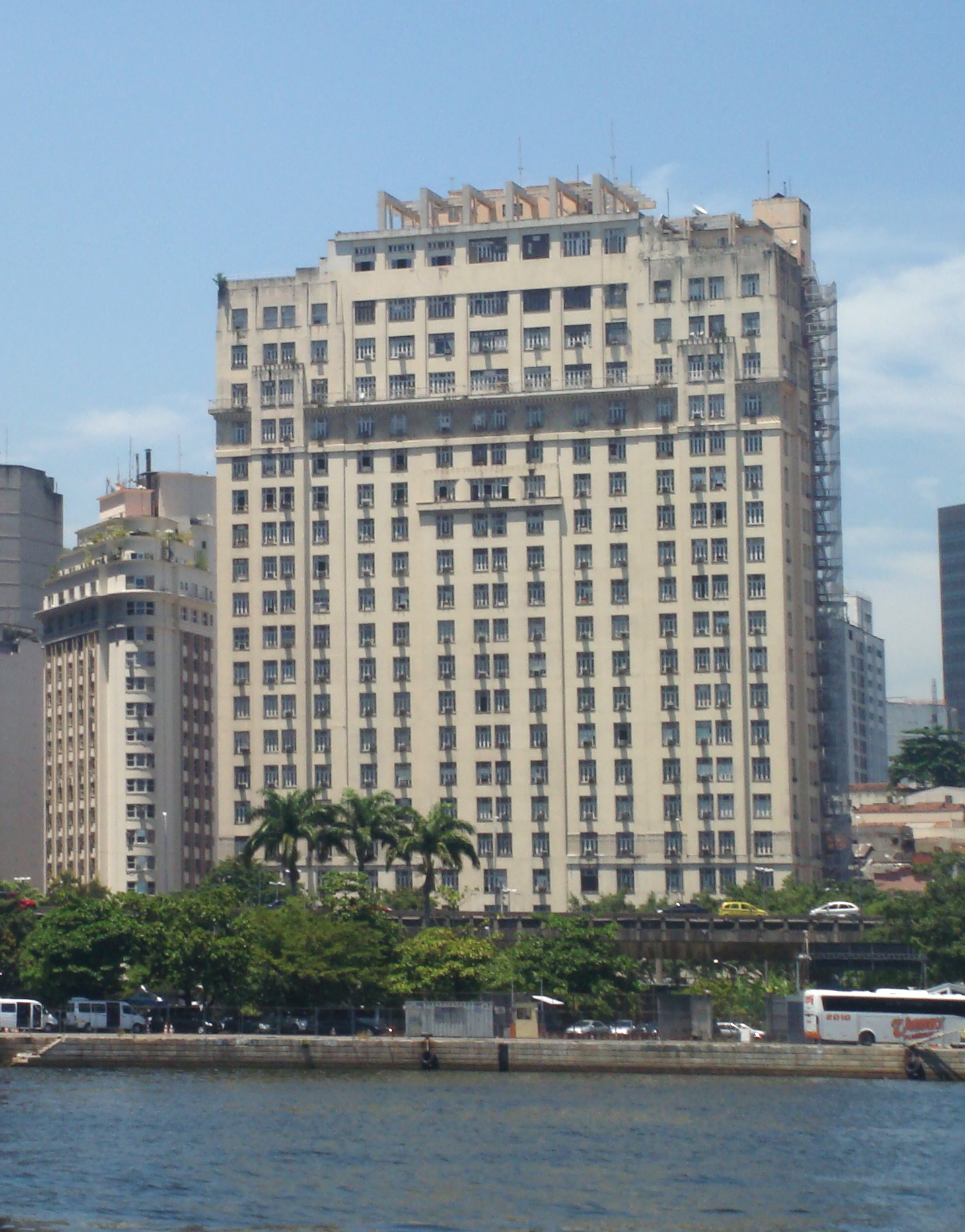
Edifício A Noite

A Noite foi fundado em 1911 por Irineu Marinho, Castelar de Carvalho, Marques da Silva e outros idealistas, como o primeiro vespertino do Rio de Janeiro. Saindo às 19 horas com o noticiário até por volta das 17h30, alcançou rápida popularidade, também auxiliada por manchetes de última hora em edições atualizadas. O jornal chegou a ter sete edições diárias e é o único vespertino da cidade a alcançar a tiragem de duzentos mil exemplares.
Em 1925, Irineu afastou-se da direção do jornal, sendo sucedido por Geraldo Rocha. Marinho estava na Europa quando soube do plano de Geraldo para torná-lo acionista minoritário na empresa. Desligou-se da empresa e fundou O Globo.
Em 1929, foi inaugurado o Edifício A Noite, então o mais alto do Rio, a nova sede do jornal.
Depois de passar pelas mãos de grupos franceses, A Noite foi encampado pelo Governo Federal em 1940. Ainda naquela década, sob a administração de Carvalho Neto, Lincoln Massena e Almerio Ramos, o jornal voltou a atingir equilíbrio orçamentário, porém já na década seguinte voltou a ser deficitário.
O jornal foi fechado quase no fim de 1957, numa decisão do superintendente das Empresas Incorporadas ao Patrimônio Nacional que foi criticada pelos outros jornais da cidade. "[A Noite] nasceu e cresceu à sombra do prestígio popular que logrou granjear num período de agitação política", escreveu o Correio da Manhã. "Chegou ao máximo, depois começou a descida, quando elementos estranhos à profissão se apoderaram da folha. A Revolução de 1930 completou a obra ao tomar, por meio de confisco, os bens da empresa. Nas mãos do Governo, acentuou-se cada vez mais a decadência do outrora querido jornal. Acabou-se, agora, do ponto de vista material, mas de há muito estava moralmente condenada na opinião pública. A justiça do povo, nesses casos, é inexorável."
Já o Jornal do Brasil defendeu que o fechamento de A Noite representava a "incompetência administrativa do Estado brasileiro": "A desconfiança do público em relação à imprensa de qualquer governo é de tal natureza que, em menos de vinte anos, A Noite deixou de ser o maior vespertino da cidade para perecer [de] morte inglória. É um instante melancólico na vida da cidade e da imprensa brasileira, e o Governo deve ter pensado bastante, medido nem as soluções e os caminhos, antes de fazer a velha capital sofrer essa nova dor inesperada."
Segundo funcionários disseram ao Diário Popular, "o fechamento do vespertino é parte de um plano que vai de sua extinção à transferência da Rádio Nacional e outros órgãos para o controle de determinado grupo econômico" não identificado por eles. "O jornal estava, realmente, sem recursos para se manter", reconheceu o redator-chefe Carvalho Neto. "Acredita-se agora que o jornal seja vendido. A solução para todos seria a vigência do decreto elaborado no governo do general Dutra, que dava A Noite aos empregados. Eles poderiam arrendá-la com direito de opção de compra pelo 'custo histórico'. A solução que conhecemos hoje é trágica, dolorosa e, sobretudo, melancólica."

## Impacto cultural

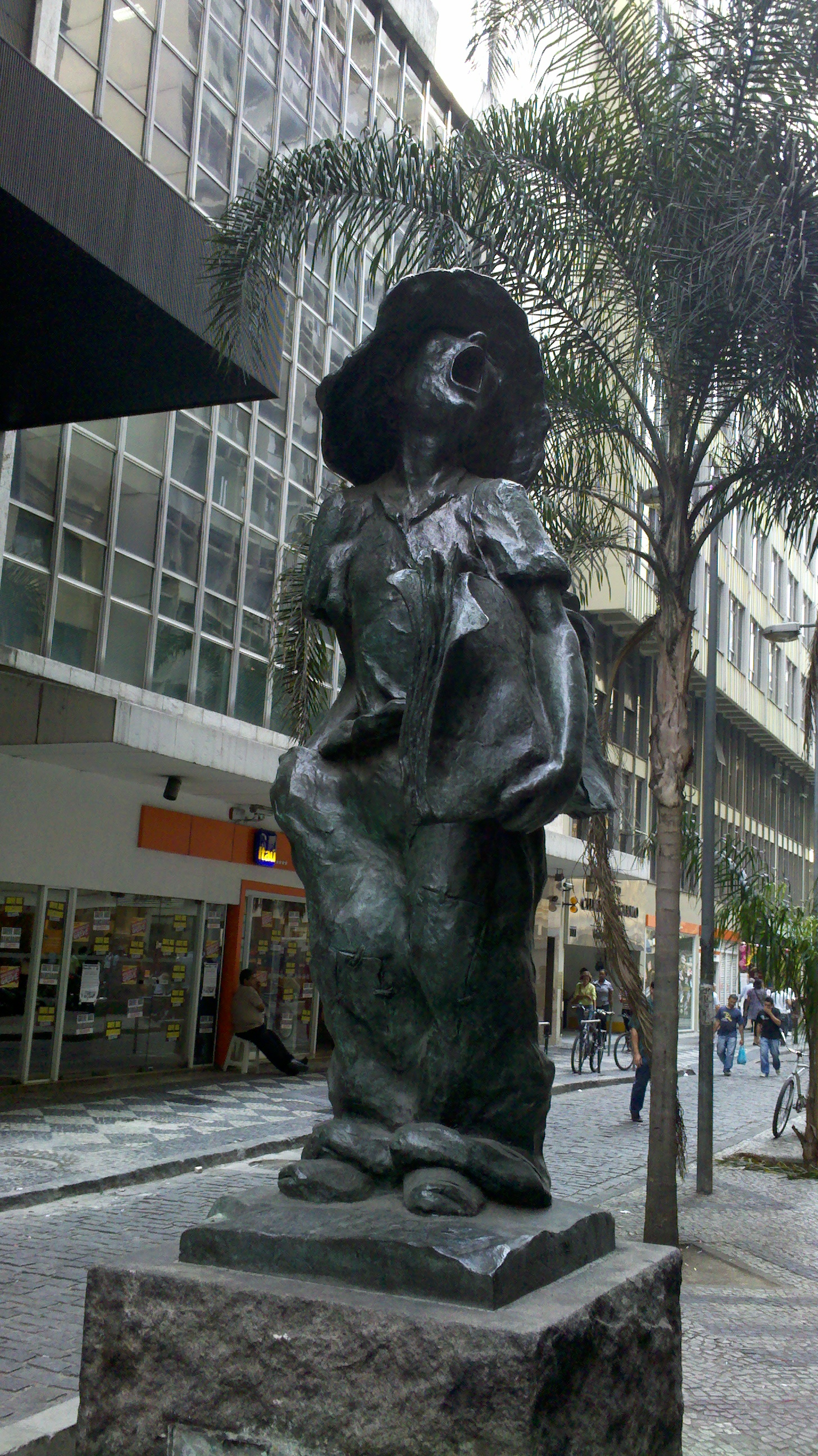
Monumento ao Pequeno Jornaleiro, iniciativa de A Noite

O jornal organizou o Miss Brasil 1929, quando foi eleita a miss Distrito Federal, Olga Bergamini de Sá. Em 1933, o jornal lançou um concurso que premiaria a melhor canção junina. A disputa terminou por criar o gênero musical de melodias feitas especificamente para as festas de São João, sendo vencido naquele ano por Benedito Lacerda, com a música "Briguei com São João". Outras iniciativas do jornal foram a criação de concursos, como "Rei Momo Primeiro e Único" ou um de banhos de mar a fantasia, a Corrida da Fogueira e a estátua "Monumento ao Pequeno Jornaleiro", localizada no Centro do Rio.
Em A Noite teve início a carreira da escritora Clarice Lispector, que, paralelamente ao serviço na Agência Nacional, ali teve seu primeiro trabalho como jornalista e tradutora, em 1939. Também foi o local de início da carreira do desenhista Orlando Mattos.
Várias publicações adicionais foram lançadas, aproveitando o prestígio de A Noite, como A Noite Ilustrada, Vamos Ler, A Carioca e A Manhã, além da Rádio Nacional. O jornal também é considerado pioneiro na integração do leitor ao noticiário, graças à criação da seção "Carioca Repórter", mais tarde imitada por outros veículos.